# Пол Гоґан
Пол Гоґан, AM (англ. Paul Hogan, 8 жовтня 1939, Лайтнінґ-Рідж, Новий Південний Уельс, Австралія) — австралійський кіноактор, сценарист та продюсер. За головну роль у фільмі «Крокодил Данді», Гоґан в 1986 році нагороджений премією «Золотий Глобус».

## Життєпис
Пол Гоґан народився у місті Лайтнінґ-Рідж, штат Новий Південний Уельс. Він з сім'єю переїхав у Сіднеї, передмісті Ґранвіль. Перш ніж до Пола Гоґана прийшла популярність, він працював монтажником мосту Гарбор-Брідж.

## Кар'єра
Свою кар'єру Пол Гоґан розпочав невеликими ролями на телебаченні, знімався в рекламі. У 1970-х роках після участі в серіалі «Афера» (A Current Affair), Пол привернув до себе увагу громадськості. Далі він створив власну комедійну програму «Шоу Пола Гоґана» (The Paul Hogan Show), в роботі над якою він виступив як продюсер, сценариста, а також зіграв масу ролей разом з Джоном Корнеллом. З 1973 по 1984 рік було показано 60 випусків програми, шоу стало дуже популярним не тільки на батьківщині Пола, але й у Великій Британії. В шоу домінував легкий, часом грубуватий типовий австралійський гумор.
У 1985 році Пол Гоґан був нагороджений на церемонії Австралієць року. 26 січня 1986 року Пол був відзначений державною нагородою — Орденом Австралії.
В 1970-х Пол Гоґан рекламує сигарети Winfield. Ця кампанія починалася буквально з нуля, але вже через якихось кілька років марка 'Winfield' стала лідером ринку, а фраза Пола Гоґана У всякому разі, є Вінфілд стала асоціюватися з цим продуктом.
На початку 1980-х років Пол Гоґан зняв кілька рекламних передач про туризм в Австралії. Ці ролики були зняті для показу в США. Протягом наступного десятка років актор з'являвся в безлічі британських рекламних роликів.
Приблизно в цей же час, в 1986 році, Пол дебютував в художньому кіно — у фільмі «Крокодил Данді». Він виконав роль практичного мисливця, який здійснив подорож з Австралії у Нью-Йорк. Пол не тільки зіграв головну роль, а й працював над зйомками цього фільму, а також написав сценарій до нього.
Кінострічка «Крокодил Данді» стала найуспішнішим австралійським фільмом всіх часів, і принесла Полу Гоґану міжнародну популярність і режисерську кар'єру. За цей фільм Пол отримав премію «Золотий глобус» як актор, як найкращий сценарист і дві британські нагороди BAFTA — також за акторську майстерність та сценарій до фільму. За картиною «Крокодил Данді», Пол Гоґан знявся її продовженні у 1988 році — «Крокодил Данді 2».
Протягом наступних декількох років Пол Гоґан зіграв в таких фільмах як «Майже ангел» (1990), «Джек-блискавка» (1994), «Фліппер» (1996) і «Крокодил Данді в Лос-Анджелесі» (2001). У 2004 році Пол Гоґан з'явився на екранах в картині Дивна парочка.
У жовтні 2008 року Пол взявся за зйомки нового фільму в Австралії, в команді з режисером Діном Мерфі і актором Шейном Джейкобсоном. Зйомки фільму під назвою «Чарлі і Бутс» проводились в штаті Вікторія, Австралія. Прем'єра картини відбулася в 2009 році.

## Особисте життя
Що до особистого життя актора, його перший шлюб датується 1958 роком. Першою дружиною Пола Гоґана стала Ноелін. У 1981 році пара розлучилася, але через рік Пол і Ноелін знову одружилися. У 1986 році Пол Гоґан розлучилися вдруге. У актора залишилося п'ятеро дітей від перших двох шлюбів з Ноелін. Їх розставання назвали найжахливішим розлученням серед усіх знаменитостей. Через чотири роки, в 1990 році Пол одружився зі своєю колегою по фільму «Крокодил Данді» — Ліндою Козловські. Пара мешкала в Каліфорнії, США.
В жовтні 2013 року стало відомо, що Пол та Лінда Гоґан розлучаються, незважаючи на те, що вони у шлюбі прожили 23 роки. Причиною були названі протиріччя подружжя і пара розлучається за взаємною згодою. У пари є син Ченс, над яким оформлена спільна опіка.
У 2009 році австралійське податкове відомство почало розслідування відносно Пола в зв'язку з несплатою податків з 1986 по 2009 рік. Слідчі підозрювали Гоґана у тому, що він використовував офшорні банки, щоб приховати свої доходи. За даними Австралійського податкового управління, незадекларований дохід Пола Гоґана за останні роки склав $37,6 млн. $. На деякий час йому було заборонено виїжджати з країни. В кінці 2010 року справу було припинено у зв'язку з безперспективністю і небажаним громадським резонансом.
Пол Гоґан подав до суду на свого колишнього консультанта з питань оподаткування, який, на думку Гоґана, зник із його 34 млн. $.
Актор довірив свої кошти швейцарському банку «Corner Bank» в Лозанні. За деякими даними, консультант Філіп Егглішоу повинен був допомогти Гоґану вивести кошти в офшорний траст на Британських Віргінських островах. Однак, як йдеться в документах, поданих актором до суду, консультант витратив всі кошти, або втік із грошима свого роботодавця. Гоґан заявив, що саме злочинні схеми Егглішоу призвели до подібного непорозуміння з австралійськими податковими органами. Суд видав міжнародний ордер на арешт колишнього консультанта актора.

## Фільмографія
| Рік       |   | Українська назва               | Оригінальна назва               | Роль                      |
| --------- | - | ------------------------------ | ------------------------------- | ------------------------- |
| 1973—1984 | с | Шоу Пола Гоґана                | The Paul Hogan Show             | Різні персонажі           |
| 1980      | ф | Жирний Фінн                    | Fatty Finn                      | Боте                      |
| 1985—1985 | с | АНЗАК                          | ANZACS                          | Молодший капрал Пет Клірі |
| 1986      | ф | Крокодил Данді                 | "Crocodile" Dundee              | Майкл «Крокодил» Данді    |
| 1988      | ф | Крокодил Данді 2               | "Crocodile" Dundee II           | Майкл «Крокодил» Данді    |
| 1990      | ф | Майже ангел                    | Almost an Angel                 | Террі Дін                 |
| 1994      | ф | Джек-блискавка                 | Lightning Jack                  | «Блискавка» Джек Кейн     |
| 1996      | ф | Фліппер                        | Flipper                         | Портер                    |
| 1998      | ф | Вниз за течією                 | Floating Away                   | Шейн                      |
| 2001      | ф | Крокодил Данді в Лос-Анджелесі | Crocodile Dundee in Los Angeles | Майкл «Крокодил» Данді    |
| 2004      | ф | Дивна парочка                  | Strange Bedfellows              | Вінс Гопґуд               |
| 2009      | ф | Чарлі і Бутс                   | Charlie & Boots                 | Чарлі                     |

Примітка: АНЗАК (ANZAC) — абревіатура «англ. Australian and New Zealand Army Corps» (Австралійський і новозеландський армійський корпус). Вперше ця назва була використана для позначення солдатів, які висадилися на півострові Галліполі в Туреччині 25 квітня 1915 року — у ході Першої світової війни.

## Премії та нагороди
- 1985 — премія «Австралієць року»;
- 1986 — «Орден Австралії»;
- 1986 — премія «Золотий Глобус» за найкращу чоловічу роль у фільмі «Крокодил Данді»;
- 1987 — премія BAFTA за найкращу чоловічу роль та найкращий сценарій фільму або мюзиклу за фільм «Крокодил Данді».